# سرجیو اسکودرو (بازیکن فوتبال، زاده ۱۹۶۴)
سرجیو اسکودرو (انگلیسی: Sergio Escudero؛ زادهٔ ۱۰ فوریهٔ ۱۹۶۴) بازیکن فوتبال اهل ژاپن است.
از باشگاه‌هایی که در آن بازی کرده‌است می‌توان به باشگاه فوتبال گرانادا، باشگاه فوتبال ولز سارسفیلد، و باشگاه فوتبال اوراوا رد دیاموندز اشاره کرد.